# Station Bricket Wood
Bricket Wood is een spoorwegstation van National Rail in Bricket Wood, St. Albans in Engeland. Het station is eigendom van Network Rail en wordt beheerd door West Midland Trains. Het station is geopend in 1858.